# Islandia en los Juegos Olímpicos de Turín 2006
Islandia estuvo representada en los Juegos Olímpicos de Turín 2006 por cinco deportistas, cuatro hombres y una mujer, que compitieron en esquí alpino.
La portadora de la bandera en la ceremonia de apertura fue la esquiadora alpina Dagný Linda Kristjánsdóttir. El equipo olímpico islandés no obtuvo ninguna medalla en estos Juegos.